# Överstekammarjunkare
Kammarjunkare var en hovtitel med rang efter överstekammarherre.

## Historik
Ämbetet inrättades vid det svenska hovet år 1783 av kung Gustav III som tillsatte sex överstekammarjunkarämbeten. Överstekammarjunkaren hade generallöjtnants rang.